# کاوشی در خصوص فهم بشری
کاوشی در خصوص فهم بشری (به انگلیسی: An Enquiry concerning Human Understanding)، معروف به کاوش اول، یکی از آثار برجستهٔ دیوید هیوم فیلسوف بریتانیایی است.
بخش‌های عمده‌ای از این کتاب، که نخستین بار در ۱۷۴۸ منتشر شده‌است، محصول بازنگری در جلد اولِ اثر قبلی هیوم یعنی رساله دربارهٔ طبیعت بشری (۱۷۳۹) است، اما فصل «در باب آزادی و ضرورت» محصول بازنگری فصلی از جلد دوم رساله است. هم‌چنین، مطالب یک فصل مشهور این کتاب، با عنوان «در باب معجزات»، در هیچ‌یک از جلدهای رساله نیامده است. در مورد مطالب مشترک بین کاوش‌ها (کاوشِ اول، و کاوشی در مبانی اخلاق، معروف به کاوش دوم) و رساله، نظرها در این مورد متفاوت است که کدام را باید بهترین بیان مواضع هیوم انگاشت؛ با این حال، خود هیوم در اواخر عمر در ابتدای مجلد دوم مجموعه‌ای از نوشته‌هایش (حاوی کاوش‌های اول و دوم و نوشته‌هایی دیگر) تصریح کرده‌است که این نوشته‌ها، و نه رساله، باید بیان‌کنندهٔ اصول فلسفی او محسوب شوند.
در نامه‌ای در مقایسهٔ رساله و کاوش اول هم هیوم نوشته‌است که اصول فلسفی در هر دو یکی است اما «با کوتاه کردن و ساده کردن مباحث، حقیقتاً آنها را کامل‌تر ساخته‌ام.»
کاوه لاجوردی این کتاب را به فارسی ترجمه کرده‌است.